# 시장광장 (브로츠와프)

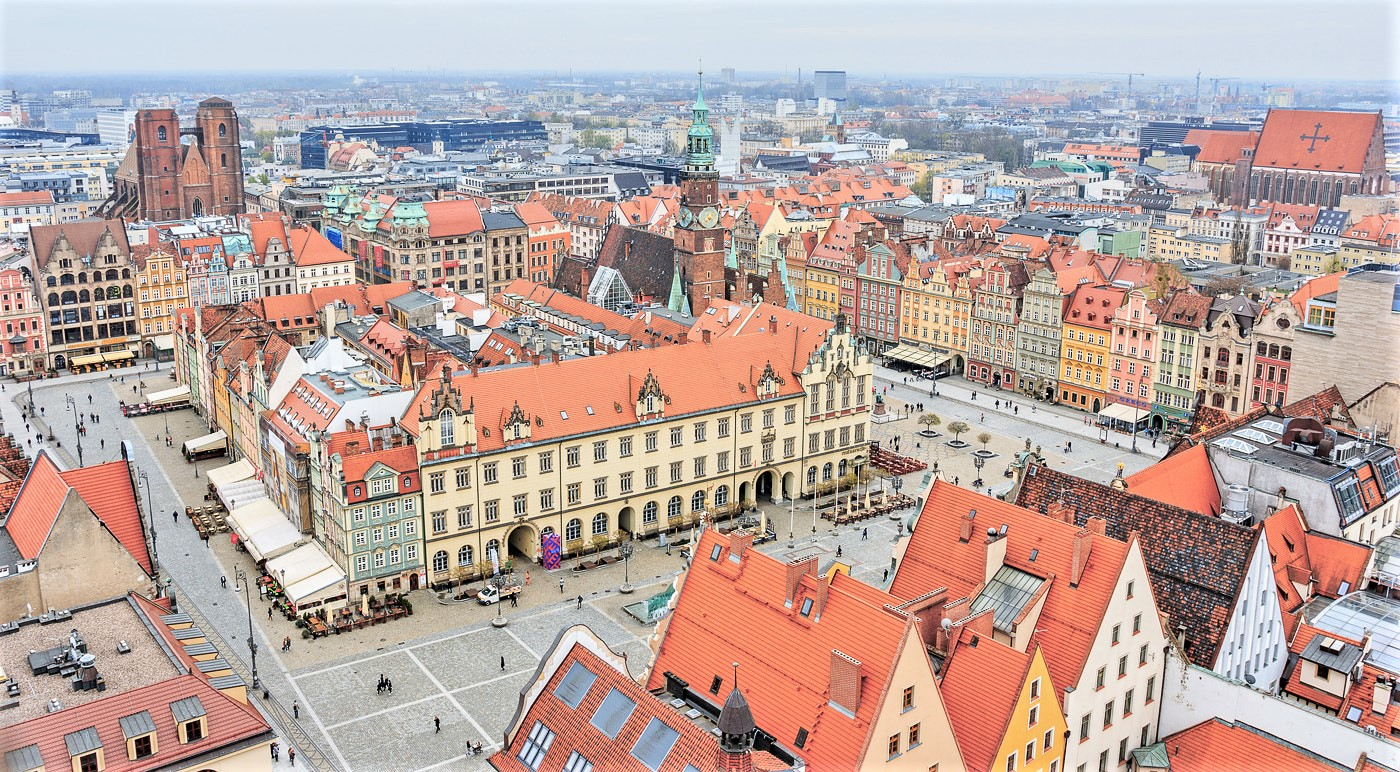
시장광장

시장광장(폴란드어: Rynek)은 폴란드 돌니실롱스크주 브로츠와프에 있는 시장광장이다. 이 광장은 직사각형 모양으로 크기는 213 x 178m(699피트 x 584피트)이다. 보행자 구역으로 사용된다. 유럽에서 가장 큰 시장광장 중 하나다.
이 시장은 1214년에서 1232년 사이 헨리크 1세 통치 시절에 마그데부르크법에 따라 건립되었다. 시간이 지나면서 귀족 주택이 건설되었으며 14세기 중반에는 구획의 경계가 정의된 폐쇄형 구조물을 형성했다. 19세기에 광장은 전차 노선과 연결되었는데, 처음에는 말이 끄는 체계였지만 1892년 이후에는 전기로 연결되었다.
제2차 세계 대전 동안 시장광장은 피해를 입었지만, 대부분의 건물은 그대로 남아 있었고 복원되었다. 1970년대 말까지 차량은 동서 축을 따라 운전할 수 있었다. 1996년에서 2000년 사이에 광장은 다시 포장되었고, 차량이 접근할 수 있는 마지막 동쪽은 보행자 전용이 되었다.
현재 시장 광장에는 번호가 매겨진 구획이 60개 있으며, 몇몇 건물이 여러 구획을 차지하고 있다.